# Arlette Torres
Arlette Hanoi Torres Danglades, más conocida como Arlette Torres (Caracas, 5 de julio de 1977), es una actriz venezolana-francesa de orígenes martiniquenses. Principalmente conocida por sus trabajos en películas como La Tribu, o Liz en septiembre y en series españolas como La pasión turca, Ciega a citas, Señoras del (h)AMPA o HIT.

## Trayectoria
De madre martiniqueña y padre venezolano, nació el 5 de julio de 1977 en Caracas, Venezuela. Desde niña, se vio inmersa en el medio artístico y cultural, por la influencia de su padre, el actor José Torres, conocido por su interpretación del personaje Tacupay, en la telenovela venezolana Ka Ina, transmitida por Venevisión; su madre la periodista Arlette Danglades y cuatro de sus siete hermanos músicos. Con apenas 8 años creó y produjo sus propios montajes teatrales, participó como actriz en los grupos de teatro de su comunidad, de su escuela y el liceo, y también realizó cuatro años de estudios musicales.
Posteriormente, inició la carrera de Comunicación Social en la Universidad Central de Venezuela, y a la par entró a formar parte del elenco estable del Teatro Universitario para Niños El Chichón.
Su interés por continuar con su oficio de actriz la llevó a audicionar en el Programa de Formación Actoral de la Compañía Nacional de Teatro (CNT) de su país natal, resultando seleccionada entre más de 300 aspirantes a obtener una de las 15 plazas y becas de estudio otorgadas.
En el año 2001 obtuvo su título universitario y en el 2002 se graduó también como actriz. En 2005, por su desempeño académico, recibió una nueva beca para llevar a cabo estudios en España, y se traslada a Madrid, ciudad en la que decidió establecerse.
Durante unos años trabajó como periodista en algunos medios de comunicación venezolanos. En paralelo, desarrolló su carrera actoral con la agrupación teatral Escena de Caracas y participó en sus primeros proyectos audiovisuales a nivel profesional: los cortometrajes La línea del olvido y ¿Qué importa cuánto duran las pilas?, este último seleccionado en festivales internacionales como el Festival de Cannes, Biarritz o el Festival de cine de Tribeca; el largometraje Maroa y la telenovela Calypso.
Tras su llegada a Madrid, en 2005, realizó estudios de interpretación para cine en el Instituto del Cine y posteriormente, continúa su formación y entrenamiento actoral con maestros de prestigio internacional como Denise Despeyroux, José Sánchis Sinisterra, Will Keen, José Torres, Natalia Mateo, Beto Benites, Fernando Piernas, Felicia Canetti, Tazmin Townsend y John Strasberg, entre otros.
En 2009 regresó a Venezuela para encabezar el reparto de la película venezolana El rumor de las piedras, de Alejandro Bellame, y desde entonces y hasta el año 2014, su vida transcurre entre Madrid y Caracas. Allí participó en otros proyectos cinematográficos como Liz en septiembre, de Fina Torres, con Patricia Velásquez y Danay García; Azul y no tan rosa, de Miguel Ferrari, seleccionada en los Premios Goya como Mejor Película Iberoamericana en el año 2014 o Cenizas Eternas, de Margarita Cadenas, seleccionada en el Festival Internacional de Cine de Montreal. Por su trabajo interpretativo en esta película, fue nominada a Mejor Actriz Secundaria en el Festival del Cine Venezolano en 2012.
En 2014 se restableció nuevamente en Madrid, donde reside desde entonces y en la que ha desarrollado la mayor parte de su carrera como actriz. Ha participado en diversos montajes teatrales, entre ellos Fahrenheit 108, dirigido por Cecilia Gessa, en el Teatro Lara y Sex Toy, producido por Purple Trama, productora teatral de las activistas feministas Towanda Rebels. Asimismo, ha trabajado con directores del mundo audiovisual español como Fernando Colomo, en La Tribu, junto a los actores Carmen Machi y Paco León, Fernando González Molina, en El guardián invisible y Legado en los huesos, actuando junto a Marta Etura y Francesc Orella, o Gracia Querejeta en Madres, amor y vida, junto a Belén Rueda y Aída Folch.
Sus créditos en televisión incluyen series españolas como El Secreto de Puente Viejo, Ciega a citas, Servir y proteger o El embarcadero. En 2020 estrenó las series Caronte y HIT de Televisión Española (TVE) dirigida por Joaquín Oristrell y rodó la película Confinamiento Incluido, junto a los actores Macarena Gómez, Nacho Guerreros y Salva Reina. En 2021 estrenó la segunda temporada de Señoras del (h)AMPA en Amazon Prime Video. En 2021 rodó la tercera temporada de Madres, amor y vida, una producción de Alea Media, Mediaset y Amazon Prime Video.
Ha sido jurado de festivales de cine español como el Festival de Cine Iberoamericano de Huelva, LesGaiCineMad y el Festival Internacional de Cortos de Soria.
A la par de su carrera como actriz, ha trabajado como modelo, siendo imagen de diversas campañas publicitarias a nivel internacional. Es además locutora e Instructora certificada de Hatha yoga desde 2014. Desde entonces, compagina su carrera como actriz con esta práctica y se dedica a compartir sus experiencias en ese ámbito a través de sus redes sociales.

## Filmografía

### Largometrajes
| Año  | Película                           | Personaje      | Director/a               | Notas                                                            |
| 2005 | Maroa                              | Mujer Policía  | Solveig Hoogesteijn      |                                                                  |
| 2006 | Tritones, más allá de ningún sitio | Chica playa    | Julio Suárez Vega        |                                                                  |
| 2008 | A mí me gusta                      | Azafata        | Ralph Kinnard            |                                                                  |
| 2011 | Cenizas eternas                    | Maroma         | Margarita Cadenas        | Nominada a Mejor Actriz secundaria. Festival del Cine Venezolano |
| 2011 | El rumor de las piedras            | Marisol        | Alejandro Bellame        |                                                                  |
| 2012 | Memorias de un soldado             | Arcadia        | Caupolicán Ovalles       |                                                                  |
| 2013 | Azul y no tan rosa                 | Valentina      | Miguel Ferrari           | Premio Goya Mejor Película Iberoamericana 2024                   |
| 2013 | Los pájaros se van con la muerte   |                | Thaelman Urguelles       | cameo                                                            |
| 2014 | Liz en septiembre                  | Any            | Fina Torres              |                                                                  |
| 2017 | El guardián invisible              | Inés Lorenzo   | Fernando González Molina |                                                                  |
| 2018 | La Tribu                           | Belén          | Fernando Colomo          |                                                                  |
| 2018 | Oh, Mamy Blue!                     | Marta          | Antonio Hens             |                                                                  |
| 2019 | Terminator: Dark Fate              | Mexican Hooker | Tim Miller               | (uncredited)                                                     |
| 2019 | Legado en los huesos               | Inés Lorenzo   | Fernando González Molina |                                                                  |
| 2021 | Desmadre incluido                  | Yoaiza         | Miguel Martí             |                                                                  |

### Series de televisión
| Año       | Serie                            | Canal                          | Personaje         | Notas        |
| 1997      | Deshojo la margarita             | Venevisión                     | Profe de gimnasia | 4 capítulos  |
| 1999-2000 | Calypso                          | Venevisión                     | Conny             | 62 episodios |
| 2008      | Hola, ¿qué tal? Curso de español | TVE Internacional              |                   | 1 episodio   |
| 2008      | Plutón BRB Nero                  | TVE La 1                       |                   | 1 episodio   |
| 2009      | Aída                             | Telecinco                      | Wendolín          | 1 episodio   |
| 2010      | La que se avecina                | Telecinco                      |                   | 1 episodio   |
| 2011      | Hospital Central                 | Telecinco                      | Mariela           | 1 episodio   |
| 2011      | La Pecera de Eva                 | Telecinco / La 7               | La clienta        | 2 episodios  |
| 2012      | Stamos Okupa2                    | TVE La 1                       | La novia          | 1 episodio   |
| 2012      | Mitos y Leyendas                 | TVE La 2                       | Hera              | 1 episodio   |
| 2014      | Museo Coconut                    | Neox                           | Melanie           | 1 episodio   |
| 2014      | Los secretos de Lucía            | Venevisión / Univisión         | Princesa          | 20 episodios |
| 2014      | Ciega a citas                    | Cuatro                         | Lucrecia Trujillo | 9 episodios  |
| 2017      | El secreto de Puente Viejo       | Antena 3                       | Dionisia          | 4 episodios  |
| 2018      | Centro Médico                    | TVE La 1                       | Paola Pajares     | 1 episodio   |
| 2018      | Servir y proteger                | TVE La 1                       | Anabel            |              |
| 2019      | El embarcadero                   | Movistar +                     | Keyla             | 5 episodios  |
| 2020      | Caronte                          | Telecinco / Amazon Prime Video | Jennifer Carreño  | 1 episodio   |
| 2020      | HIT                              | TVE La 1                       | Patricia          | 6 episodios  |
| 2020-2021 | Señoras del (h)AMPA              | Telecinco / Amazon Prime Video | Raquel            | 10 episodios |
| 2021      | Deudas                           | Atresplayer                    | Noelia            | 1 episodio   |
| 2021      | Madres, amor y vida              | Telecinco / Amazon Prime Video | Ana María         | 8 episodios  |
| 2023      | Laura y sus misterios            | TVE La 1                       | Profesora de yoga | 1 episodio   |
| 2024      | La pasión turca                  | Atresplayer                    | Lupe              | 6 episodios  |

### Programas de televisión
| Año  | Programa                | Canal | Función  | Notas                                                                   |
| 2016 | Días de cine            | La 2  | Invitada | 25 fragmentos de un discurso cinéfilo. Programa Especial 25 Aniversario |
| 2010 | Mi reino por un caballo | La 2  | Invitada | 1 programa (episodio 1.17)                                              |

### Cortometrajes
- 2004 - La línea del olvido, del director Gustavo Rondón Córdova
- 2005 - ¿Qué importa cuánto duran las pilas? del director Gustavo Rondón Córdova
- 2006 - Los días pasarán, del director Rubén Rocha
- 2006 - Sombras de diferentes arrugas, del director Iván Ruiz Suárez
- 2007 - Tres formas de ser, del director Javier San Román
- 2013 - Gris, del director Martiniano Cavallieri
- 2020 - Los ilegales, de la directora Karel Solei López
- 2020 - Candela, del director Ceres Machado
- 2020 - Admiración, del director Pedro Collantes
- 2021 - Noria, de la directora Elisabet Terri

### Teatro
- Acto de Fin de curso (1997), de Armando Carías. Teatro para niños El Chichón, Venezuela.
- La estrella azul (1997), de Armando Carías. Teatro para niños El Chichón, Venezuela.
- El enfermo imaginario (2000), de August Molière. Compañía Nacional de Teatro, Venezuela.
- Roberto Zucco (2002), de Bernard-Marie Koltès. Studium Teatralne, Venezuela.
- Romeo y Julieta (2002), de William Shakespeare. Compañía Nacional de Teatro, Venezuela.
- Baño de damas (2004), de Rodolfo Santana. Compañía Nacional de Teatro, Venezuela.
- Mackie (2005), de Delbis Cardona. Escena de Caracas, Venezuela.
- La Makinahamlet (2005), de Hëiner Muller. Studio de Actores, España.
- Danzon Park (2008), de Arístides Vargas. Escena de Caracas, Venezuela.
- Edipo y su señora mamacita (2008), de Peky Andino. Escena de Caracas, Venezuela.
- Palabra de perro (2009), de Juan Mayorga. Teatro de Cámara Cervantes, España.
- Münchhausen (2009), de Lucía Vilanova. SGAE (lecturas dramatizadas), España.
- No me hagas daño (2010), de Rafael Herrero. SGAE (lecturas dramatizadas), España.
- Orgíame (2011), de Santi Senso. Actos Íntimos, España.
- Caricias (2013), de Sergi Belbel. Teatro del Encuentro, Venezuela.
- El llamado de la sangre (2013), de José Gabriel Núñez. EV Producciones, Venezuela.
- A 2,50 la Cubalibre (2013), de Ibrahím Guerra. Mimi Lazo Producciones, Venezuela.
- Manuela es un nombre de hombre (2014), de Marga Dorao. Microteatro Málaga, España.
- La Masajista (2014), de Rubén Tejerina. Microteatro Málaga, España.
- Feliccittatti (2014), de Rubén Tejerina. Microteatro Málaga, España.
- Cómplices (2016), de Enrique Salas. Microteatro, Mago Atelier. España.
- Tres mujeres y... ¿un destino? (2016), de Elisabet Terri y Laura Candela. Teatro&Cía, Teatro Lara, España.
- Pornocapitalismo (2016), de Santi Senso. Actos Íntimos, España.
- Ciegos son los días que vendrán (2017), de Rennier Piñero. Fisión Escénica, España.
- Para nenas negras que han considerado el suicidio, cuando el arcoíris es suficiente (2018), de Ntozake Shange. Alaya Theater Group, España.
- Feroz (2018), de Fernando Martínez. Microteatro por Dinero, Madrid y Certamen Badaran Quéhablar (La Rioja). La Cápsula Teatro, España.
- Así se escribió tu vida (2019), Pedro Pablo Picazo. Gessas Producciones, España.
- Gerundio (2020), De Lara Ruiz, con textos de Macarena Trigo y Lorena Pronsky. HEY! Compañía, España.
- Fahrenheit 108 (2020-2021), de Javier San Román y Cecilia Gessa. Gessas Producciones, España.
- Sex Toy (2020-2021). Purple Trama, España.
- A 2,50 la Cubalibre (2021-2022), de Ibrahím Guerra. Mimi Lazo Producciones. Espectáculo virtual.

## Premios y nominaciones
- 2012 - Nominada a Mejor Actriz Secundaria en el Festival del Cine Venezolano por Cenizas Eternas.
- 2019 - Finalista al Premio a la Mejor Actriz en el Certamen de Microteatro Badarán QuéHablar por la obra, Feroz.